# Mare marginale

Oceani e mari dipendenti (mari marginali e mari interni) secondo la convenzione che prevede l'esistenza di cinque oceani

Un mare marginale o mare aperto o mare adiacente è un mare che giace ai margini dell'oceano d'appartenenza, a cui si collega in modo diretto, senza elementi di separazione con l'oceano aperto, come canali, stretti o grandi isole; possiede pertanto un'ampia zona di contatto con l'oceano aperto. A volte fungono da separazione tra mare marginale e oceano elementi non emersi: soglie, fosse oceaniche o dorsali oceaniche.
Esempi tipici sono il Mare del Nord, il Mar di Norvegia, il Mare del Labrador, il Mare di Weddell, il Mar Arabico, il Mar delle Filippine, il Mar di Tasman, il Mar dei Coralli e il Mare di Ross.
I mari marginali si distinguono dai mari interni, epicontinentali e periferici, che sono separati chiaramente dall'oceano aperto da elementi emersi, quali cordoni insulari, arcipelaghi, stretti, canali, penisole.
In geopolitica, l'espressione "mare marginale" è invece sinonimo di mare territoriale.

## Principali mari marginali per oceano
Le due liste che seguono riportano una serie di corpi idrici considerati come mari marginali. Dato che in alcuni casi l'inclusione in tale categoria è propria di alcuni testi e non di altri, nel primo elenco si trovano i mari unanimemente considerati marginali, nella seconda solo quelli che rientrano nella categoria solo secondo alcuni testi anglosassoni. 

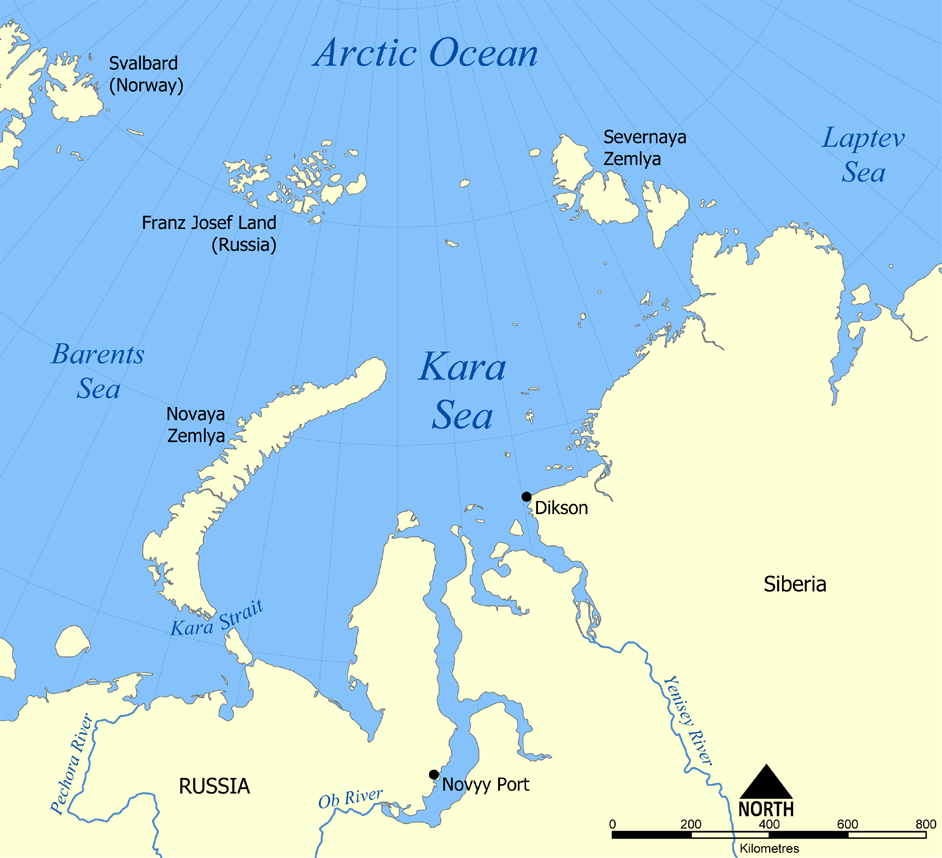
Mare di Barents, Mare di Kara, Mare di Laptev, mari marginali del Mar Glaciale Artico e quindi dell'Oceano Atlantico

### Mari unanimemente considerati marginali
Mari marginali dell'Oceano Atlantico

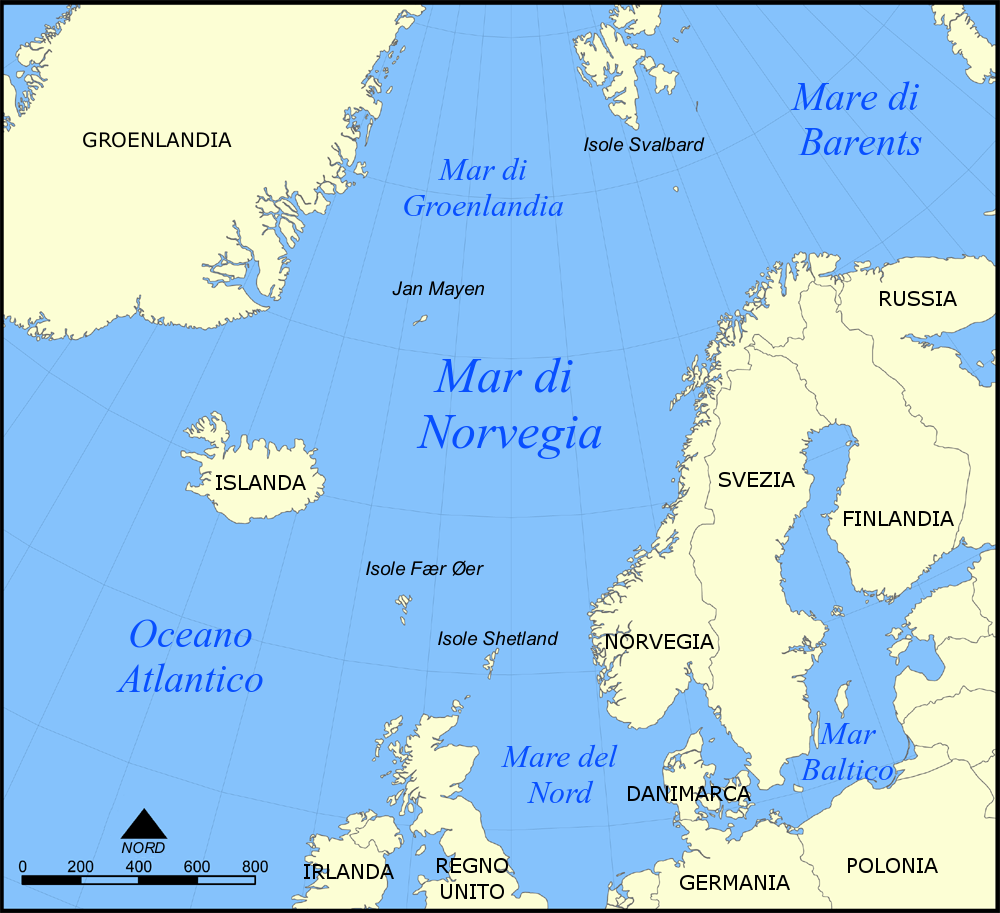
Mar di Norvegia, Mare di Barents, Mare del Nord e Mar di Groenlandia, mari dipendenti dell'Oceano Atlantico

- Mare di Barents (separato dalle Isole Svalbard e dalla Terra di Francesco Giuseppe)
- Mare di Beaufort (non separato da isole)
- Mare dei Chukchi (separato dall'isola di Wrangel)
- Mare di Kara[7] (separato dalla Novaja Zemlja e dalla Severnaja Zemlja
- Mare di Laptev (separato dalla Severnaya Zemlya e dall'isola Nuova Siberia)[8]
- Mar Argentino (non separato da isole)
- Mar Cantabrico (non separato da isole)
- Mare del Nord (separato dalla Gran Bretagna)[6]
- Mare di Norvegia (separato da Islanda, isole Faroe e isole Shetland)[6]
- Mar di Groenlandia (separato dalle Isole Svalbard, dalla Groenlandia e dall'isola di Jan Mayen)
- Mare di Scotia (separato da Isole Falkland, Georgia del Sud e Isole Sandwich Meridionali)
- Mare di Weddell, lungo le coste atlantiche dell'Antartide

Mari marginali dell'Oceano Indiano

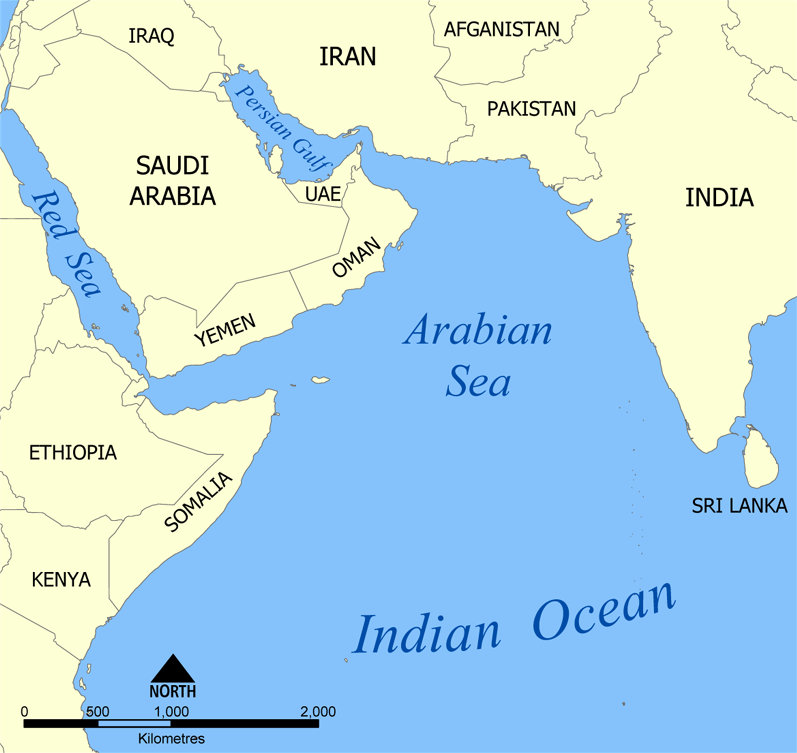
Il mare Arabico, mare marginale dell'oceano Indiano.

- Mare delle Andamane (separato dalle isole Andamane e dalle isole Nicobare).[9]
- Mare Arabico (non separato da isole)
- Golfo del Bengala (non separato da isole)

Mari marginali dell'Oceano Pacifico

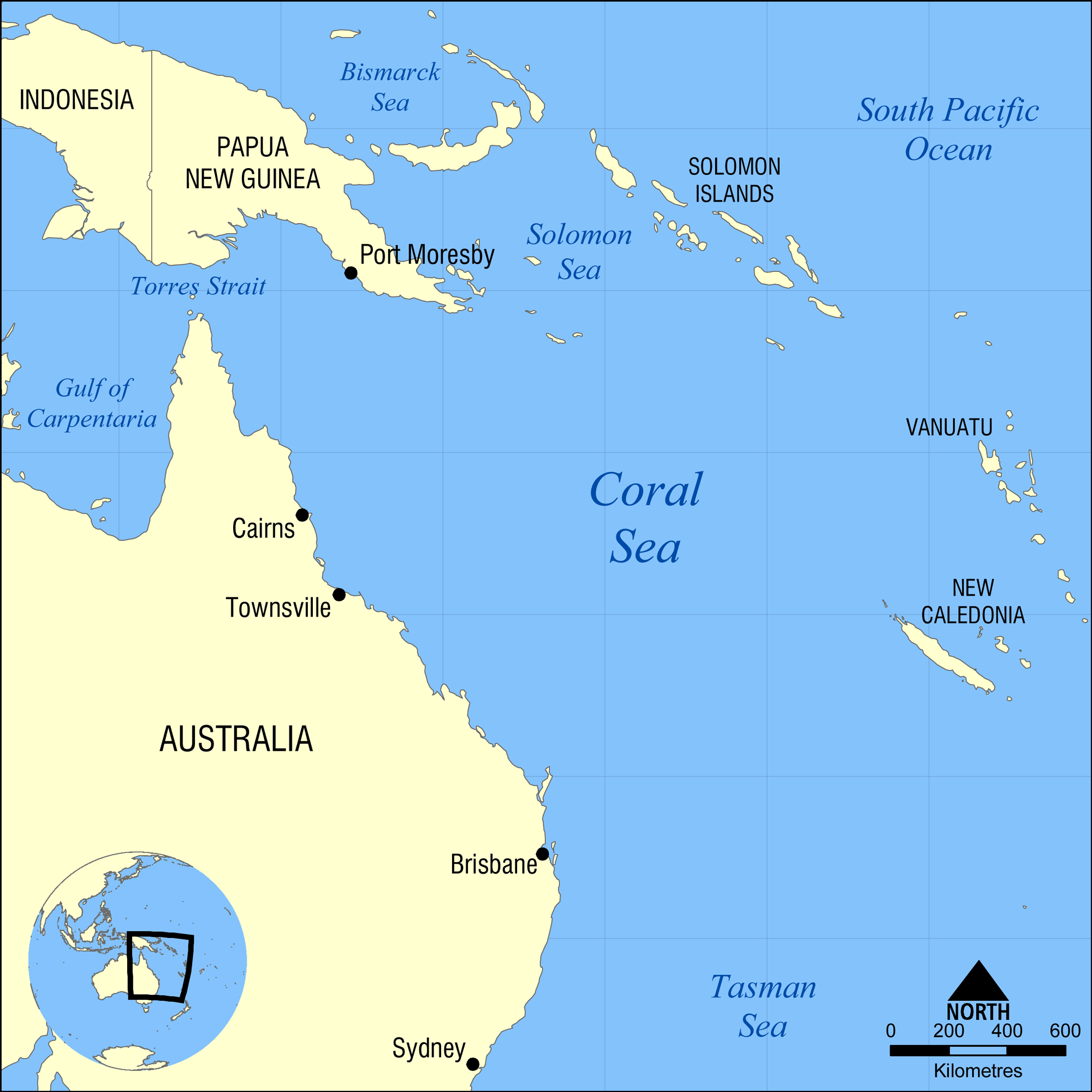
Il Mar dei Coralli, mare marginale dell'Oceano Pacifico

- Mare di Bering (separato dalle Isole Aleutine)
- Mar dei Coralli (separato dalle Isole Salomone e da Vanuatu)[6]
- Mare delle Filippine (separato da isole Ogasawara, isole Marianne e Palau)
- Mare di Tasman (tra l'Australia e la Nuova Zelanda)
- Mare di Ross, lungo le coste pacifiche dell'Antartide

### Mari interni considerati marginali secondo alcuni autori
Nell'elenco seguente sono inseriti mari che nella letteratura geografica italiana sono considerati mari interni e non marginali. Infatti essi non corrispondono alla definizione di "mare che giace ai margini dell'oceano d'appartenenza, a cui si collega in modo diretto, senza canali o stretti e senza grandi isole o continenti interposti". Corrispondono invece alla definizione di "mari interni", perché in gran parte racchiusi da terre emerse.
Mari marginali dell'Oceano Atlantico
- Mar Baltico[6]
- Mar dei Caraibi[6]
- La Manica
- Golfo del Messico[10]
- Baia di Hudson
- Mare d'Irlanda (separato dall'Irlanda)[6]
- Mar Mediterraneo[6][10]

Mari marginali dell'Oceano Indiano
- Mare di Giava (separato dalle isole della Sonda)[11]
- Golfo Persico[6]
- Mar Rosso[6]

Mari marginali dell'Oceano Pacifico
- Mare di Celebes[6][11]
- Mar Cinese Orientale (separato dalle Isole Ryukyu)
- Mar del Giappone (separato dall'arcipelago del Giappone)[6]
- Mare di Okhotsk (separato dalle Isole Kurili e dalla penisola di Kamchatka)
- Mar Cinese Meridionale (separato dalle isole Filippine)[6][11]
- Mare di Sulu[6][11]
- Mar Giallo (separato dalla penisola di Corea)
- Mare di Chiloé (separato dall'isola di Chiloé, Cile)